# Ngọc Vừng
Ngọc Vừng là một xã biển thuộc huyện Vân Đồn, tỉnh Quảng Ninh, Việt Nam.
Xã Ngọc Vừng có diện tích 26,32 km², dân số năm 1999 là 961 người, mật độ dân số đạt 37 người/km², chủ yếu sống trên đảo Ngọc Vừng.
Xã gồm 1 phần của đảo Vạn Cảnh, chiếm trọn diện tích các đảo Ngọc Vừng, đảo Phượng Hoàng, đảo Hạ Mai, cùng các hòn Cống Yên, Giàng Mướp, Hang Tối, Năm Đầu Đông, Năm Đầu Nam, hòn Na, hòn Nứt Đá, hòn Rưng trong khu vực vịnh Bái Tử Long.
UBND xã nằm trên đảo Ngọc Vừng. Tọa độ 20°48'50.0"N 107°21'22.8"E.
Địa bàn xã có Cột cờ Quốc gia Ngọc Vừng, tọa độ 20°49'04.4"N 107°21'11.5"E, ngon hải đăng Hạ Mai trên đảo Hạ Mai, tọa độ 20°43'06.7"N 107°27'16.5"E.